# دخان (شهر)
شهر دخان  (به عربی: دخان) در الجمیلیه در کشور قطر واقع شده‌است. جمعیت این شهر ۱۱٫۵۲ نفر است.